# Jaimehintonia gypsophila
Jaimehintonia gypsophila B.L. Turner – gatunek rośliny z monotypowego rodzaju Jaimehintonia B.L. Turner, z rodziny szparagowatych, występujący endemicznie na glebach gipsowych w Nuevo León, w północno-wschodnim Meksyku w Ameryce Północnej.
Nazwa naukowa rodzaju została nadana na cześć Jaime'go Hintona, syna George'a Hintona, żyjącego w latach 1882-1943 kolekcjonera roślin Meksyku. Epitet gatunkowy po łacinie oznacza „gipsolubna” i odnosi się do siedlisk tej rośliny.

## Morfologia
PokrójWieloletnie rośliny zielne o wysokości do 30 cm.
PędPłytko podziemna, wartołkowata (odwrotnie stożkowata i zaokrąglona) cebula, o długości 3 cm i szerokości 2 cm, pokryta grubą, włóknistą okrywą.
LiścieO długości 12–15 cm i szerokości 1–1,5 mm, obłe lub nieco kwadratowe na przekroju, nagie, na kantach z drobnymi, ułożonymi liniowo komórkami krostkowymi.
KwiatyZebrane od 3 do 6 w wierzchołkowy baldach, który wyrasta na nagim z wyjątkiem bardzo rozproszonych, zrogowaciałych guzków, obłym na przekroju głąbiku, o długości 25–30 cm. Kwiatostan wsparty jest 3–6 równowąsko-lancetowatymi łuskowatymi podsadkami, o długości 3–5 mm. Szypułki kwiatowe o długości 3–4 cm. Hypancjum purpurowe do różowego, rzadko białego, u nasady rurkowate, powyżej stopniowo rozszerzające się, o długości 16–20 mm i szerokości wierzchołkowo 4–6 mm. Listki okwiatu eliptyczne lub eliptycznolancetowate, nieco rozłożyste, o długości  10–12 mm i szerokości 3–4 mm. Nitki sześciu pręcików o długości ok. 8 mm, połączone u nasady w krótką rurkę o długości 1 mm. Pylniki osadzone u nasady, żółte, długości ok. 2,1 mm. Zalążnia naga, eliptyczna, długości ok. 4 mm i szerokości 2 mm, wyrastająca na krótkiej szypułce o długości 8–12 mm. Szyjka słupka nieco dłuższa od pręcików, zakończona główkowatym znamieniem.
OwoceElipsoidalna torebka, o wysokości 8–10 mm i szerokości 3–4 mm, trójkomorowa, z ok. 16 nieregularnie czworokątnymi, czarnymi nasionami w każdej komorze.

## Systematyka
Pozycja systematycznaGatunek należący do monotypowego rodzaju Jaimehintonia z podrodziny Brodiaeoideae z rodziny szparagowatych Asparagaceae.